# 11e régiment de cuirassiers (France)
Le 11e régiment de cuirassiers (ou 11e RC) est un régiment de cavalerie de l'Armée de terre française créé sous la Révolution à partir du régiment Royal-Roussillon cavalerie, un régiment de cavalerie français d'Ancien Régime, sous le nom de 11e régiment de cavalerie avant de prendre sous le Premier Empire sa dénomination actuelle. Recréé en 1871 à partir du régiment de carabiniers de la Garde impériale, il est également héritier des traditions du régiment des carabiniers de Monsieur.
En 1999, ses traditions sont reprises par le groupe d'escadrons 11e Cuirassiers du 1er-11e régiment de cuirassiers, finalement dissous en 2009.

## Création et différentes dénominations
- 1791 : le régiment Royal-Roussillon prend le nom de 11e régiment de cavalerie

- 1803 : renommé 11e régiment de cuirassiers
- 1815 : dissous
- 1871 : nouvelle formation du 11e régiment de cuirassiers à partir du régiment de carabiniers de la Garde impériale et du 11e régiment de cuirassiers de marche
- 1916 : transformé en 11e régiment de cuirassiers à pied
- 1919 : redevient 11e régiment de cuirassiers
- 1942 : dissous
- 1943 : nouvelle formation du 11e régiment de cuirassiers dans le maquis du Vercors
- 1945 : régularisation
- 1964 : dissous
- 1981 : nouvelle formation comme 11e régiment de cuirassiers/centre d'instruction de l'arme blindée et de la cavalerie
- 1999 : fusionne avec le 1er régiment de cuirassiers pour former le 1er-11e régiment de cuirassiers
- 2009 : dissous, le 1er-11e cuirassiers devient le 4e régiment de dragons.

## Colonels/chef-de-corps
- 1791 : colonel de Lardemelle[1]
- 1792 : colonel François Leigonyer (**)[1]
- 1792 : colonel Clapiers de Collonges[1]
- 1793 : chef de brigade Anne Marie Louis Guillot des Bordellières[2]
- 1801: colonel Albert-Louis-Emmanuel Fouler, comte de Relingue (**)[3]
- 1806 : colonel Antoine-Constant de Brancas (tué au combat)[4]
- 1809 : colonel Pierre Alexis Duclaux (*)[5]
- 1813: Le chef d'Escadron Pierre Georges Gusler, major du régiment et commandant par intérim
- 1814-1815 : Gaspard Hug (sous la Restauration)[réf. nécessaire]
- 1815 : colonel Éléonore-Ambroise Courtier, blessé le 18 juin 1815 à Waterloo[6]

- 1871 : colonel Petit (*)[7]

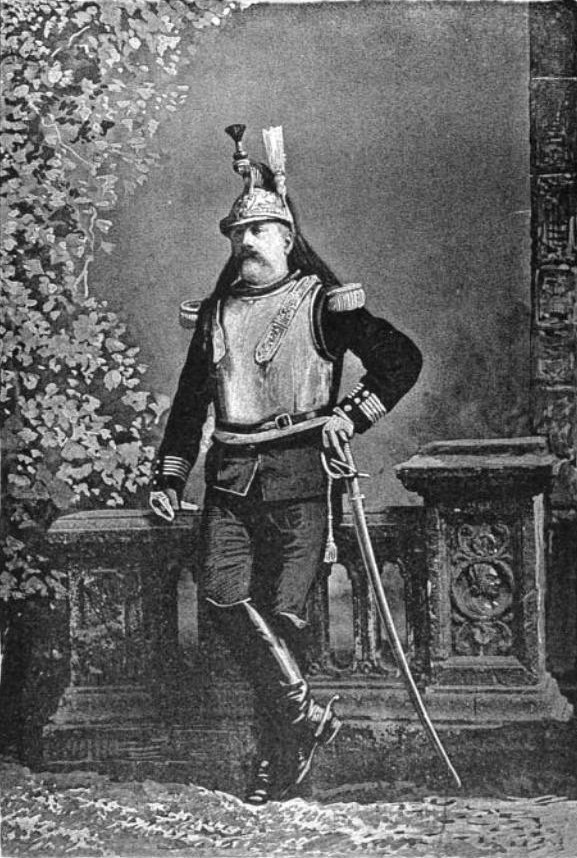
Le colonel de Clérambault (1884-1886).

- 1874 : lieutenant-colonel (puis colonel) Pinard[7]
- 1880 : colonel Archambault[7]
- 1884 : colonel Gatien de Clérambault[8]
- 1886 : colonel Briois[8]
- 1892 : colonel Delafont
- 1919 : colonel Jean de Viry
- 1946-1947 : Colonel Xavier de Virieu
- 1947-1950 : Colonel Bernard Madelin
- 1952 - 1957 : Colonel Guy Goachet ----
- 1991-1993 : Colonel Sechet
- 1993-1995 : Colonel Jean-Claude Godart
- 1995-1997 : Colonel Lambert
- 1997-1999 : Colonel Bart Jean-jacques **
- 1999-2001 : Colonel Dumont Saint Priest

(*) : officier devenu général de brigade
(**) : officier devenu général de division

## Garnisons, campagnes et batailles du11ecuirassiers

### Guerres de la Révolution et de l'Empire

#### 11erégimentde cavalerie

Uniforme du 11e régiment de cavalerie en 1793.

En 1792, le régiment participe à la bataille de Courtraiet à la Bataille de Valmy ; le 1er décembre 1792, au sein de l'Armée de la Moselle, à l'expédition de Trèves.
En 1793, il participe à la bataille de Pirmasens puis à Bataille de Berstheim puis à la bataille de Haguenau (en).
En 1794, il participe au combat de Kaiserslautern puis l'attaque de Luxembourg.
En 1796, pour le régiment, il combat à Geisenfeld (1er septembre 1796).
Le régiment participe à la bataille dite du Passage du Tagliamento en 1797.
Le régiment participe à la bataille de Hohenlinden en 1800.

#### 11erégimentde cuirassiers

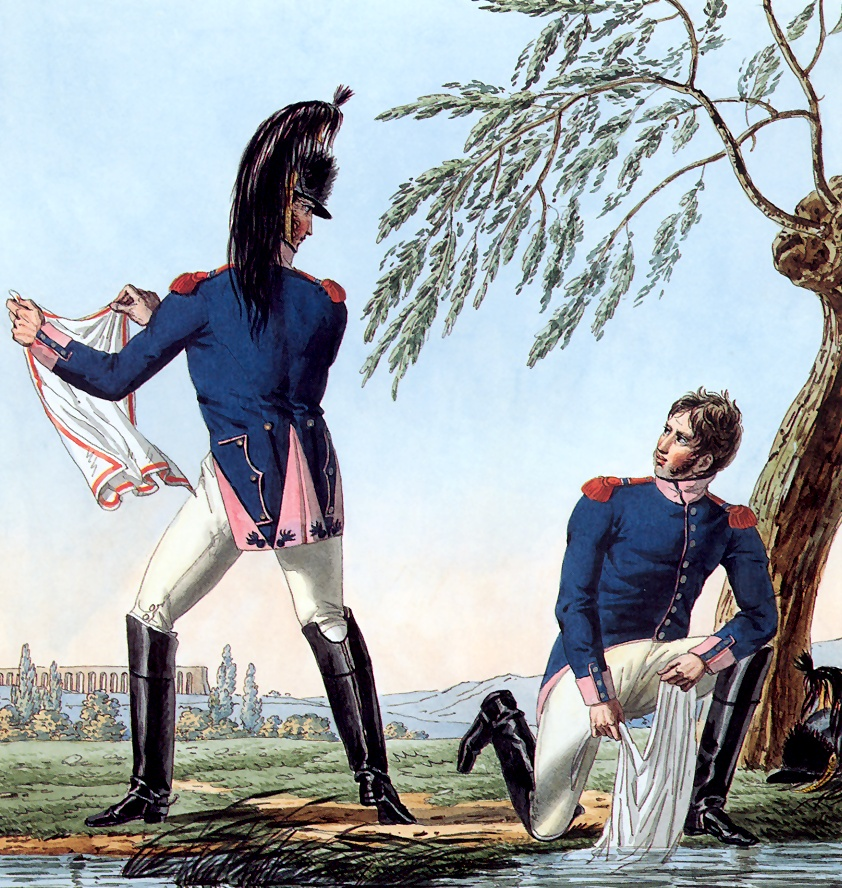
Uniforme du 11e régiment de cuirassiers en 1812.

Après avoir changé de nom en 1803 comme vu plus haut (de régiment de cavalerie à régiment de cuirassiers, il prend part aux campagnes napoléoniennes en participant le 2 décembre 1805 à la Bataille d'Austerlitz.
EN 1807, le 8 février, il est engagé durant la Bataille d'Eylau et le 14 juin durant la bataille de Friedland.
Il prend part en 1809 à la bataille d'Eckmühl, à celle de Ratisbonne puis à la bataille d'Essling.
Pendant la Campagne de Russie, il prend part aux batailles de la Moskova et de Winkowo et de Tholoschinn.
En 1813, durant la Campagne d'Allemagne, il participe à la bataille de Dresde. Le 16-19 octobre, il est sur le front de la Bataille de Leipzig.
À la fin de l'Empire, il lutte pendant la Campagne de France en participant le 14 février 1814 à la Bataille de Vauchamps puis à celle de Laon. Il en est de même pendant la campagne de Belgique avec la bataille de Ligny et plus encore durant la bataille de Waterloo dans laquelle le régiment s'épuise en charge contre les carrés de l'infanterie britannique. Il est dissous jusqu'en 1871.

### De 1871 à 1914
Le 11e régiment de cuirassiers est recréé en mars 1871, par fusion de l'ex-régiment de carabiniers de la Garde impériale et du 11e régiment de cuirassiers de marche qui a combattu pendant la guerre franco-allemande de 1870. Cette deuxième formation donne un second héritage au régiment, celui des carabiniers à cheval, remontant au régiment royal des carabiniers fondé en 1693,.
Reformé à Riom, il part en août 1871 à Angers. En octobre 1873, il part à Lyon où il forme brigade avec le 12e régiment de cuirassiers. Le régiment part pour Niort en 1880.

### Première Guerre mondiale

#### 1916
Le 1er août 1916, le 11e régiment de cuirassiers est démonté et devient « régiment de cuirassiers à pied » : il prend le nom de 11e régiment de cuirassiers à pied.

#### 1917

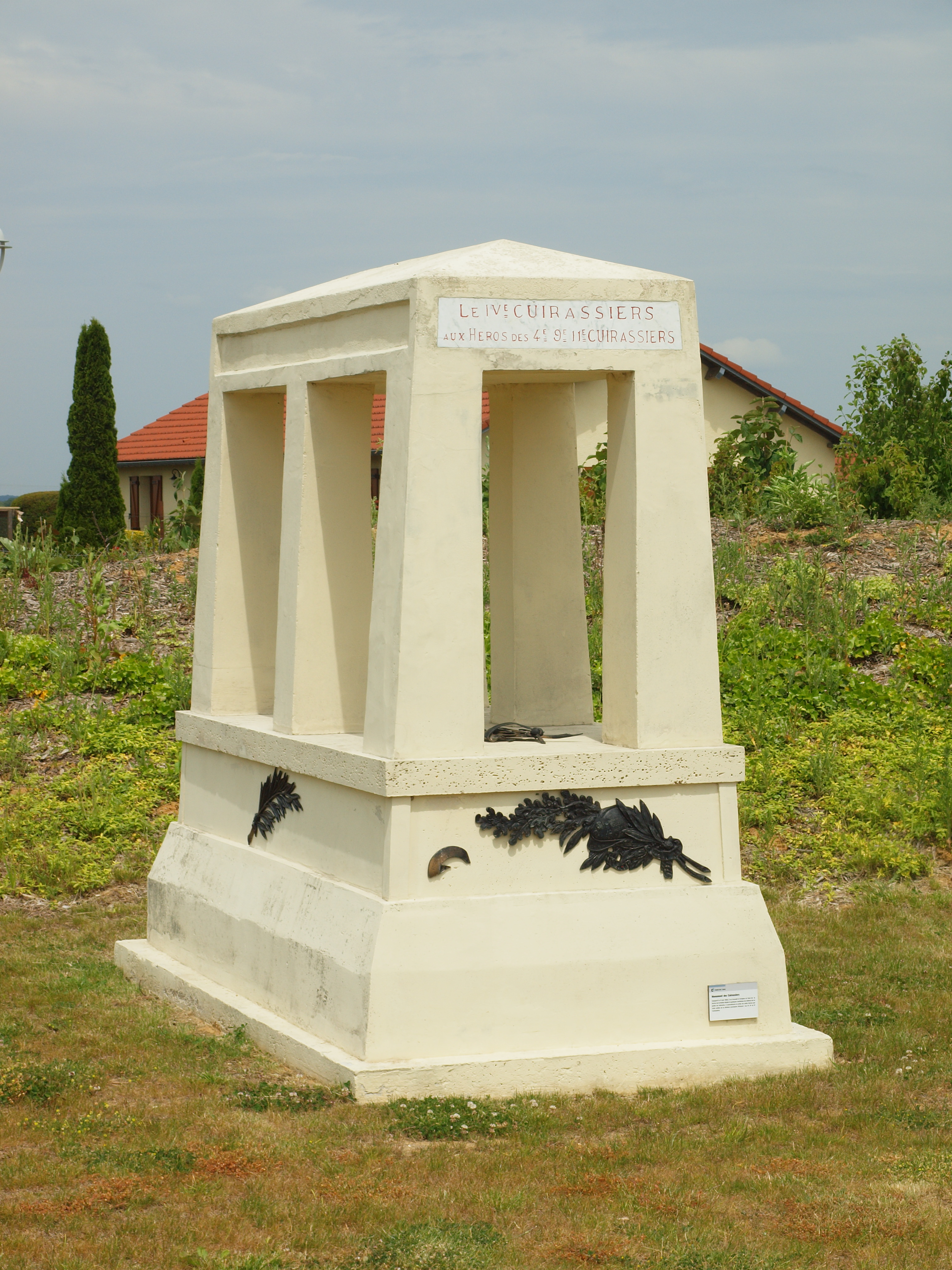
Monument au moulin de Laffaux.

En avril 1917, 11e régiment de cuirassiers à pied est rattaché, avec les 4e et 9e régiments de cuirassiers à pied, à la 1re division de cavalerie à pied sous les ordres du général Brécart.
Pendant la Grande Guerre, il s'illustre notamment au Chemin des Dames, à Laffaux, à Noyon et dans l'Argonne ainsi que pendant la bataille du Chemin des Dames

#### 1918
Il participe à la bataille de l'Aisne puis à la Seconde bataille de la Marne.

### Entre-deux-guerres
En 1919, le régiment redevient un régiment à cheval et s'installe à Paris. Il est rattaché à la 2e brigade de cuirassiers de la 1re division de cavalerie,,,.
En 1930, le régiment est à la 5e brigade de cavalerie de la 3e division de cavalerie, puis à la fin des années 1930 à la 6e brigade de cavalerie (6e BC) de cette même division, avec le 12e régiment de chasseurs à cheval.

### Seconde Guerre mondiale

#### Campagne de France 1939-1940
En février 1940, le 11e régiment de cuirassiers constitue la 6e brigade de cavalerie (6e BC) avec le 12e régiment de chasseurs à cheval. La 6e BC fait partie de la nouvelle 5e division légère de cavalerie (5e DLC) ; auparavant cette brigade appartenait à la 3e division de cavalerie. Dans le plan Dyle, la 5e DLC doit participer à la manœuvre retardatrice en Ardenne en avant de la 2e armée. Pour cette mission, le 11e cuirassiers fait partie du groupement Est de la division.

Le régiment est cité à l'ordre de l'armée le 19 décembre 1940 :

« beau régiment qui, sous l'impulsion de son chef M. le colonel Labouche, a fait preuve, du 10 mai au 12 juin, d'une endurance et de qualités combatives remarquables. Du 10 au 12 mai, dans les Ardennes, a mené une manœuvre retardatrice contre des forces blindées. Les 29 et 30 mai, couvrant la gauche d'une attaque sur Abbeville, s'est brillamment emparé de son objectif au bord de la Somme et s'y est maintenu bien que contre attaqué. Du 6 au 8 juin, sur la Haute-Bresle, a contenu une attaque appuyée par des chars, jusqu'au moment où il a reçu un ordre de repli. Les 9 et 10 juin, il a livré des combats d'arrière-garde et, malgré de lourdes pertes, s'est maintenu sur ses positions successives aussi longtemps que nécessaire. Le 12 juin, a vu son colonel tomber au champ d'honneur. A ainsi perpétué le souvenir du 11e rég. de cuirassiers à pied de 1918. »

#### Armée de Vichy 1940-1942

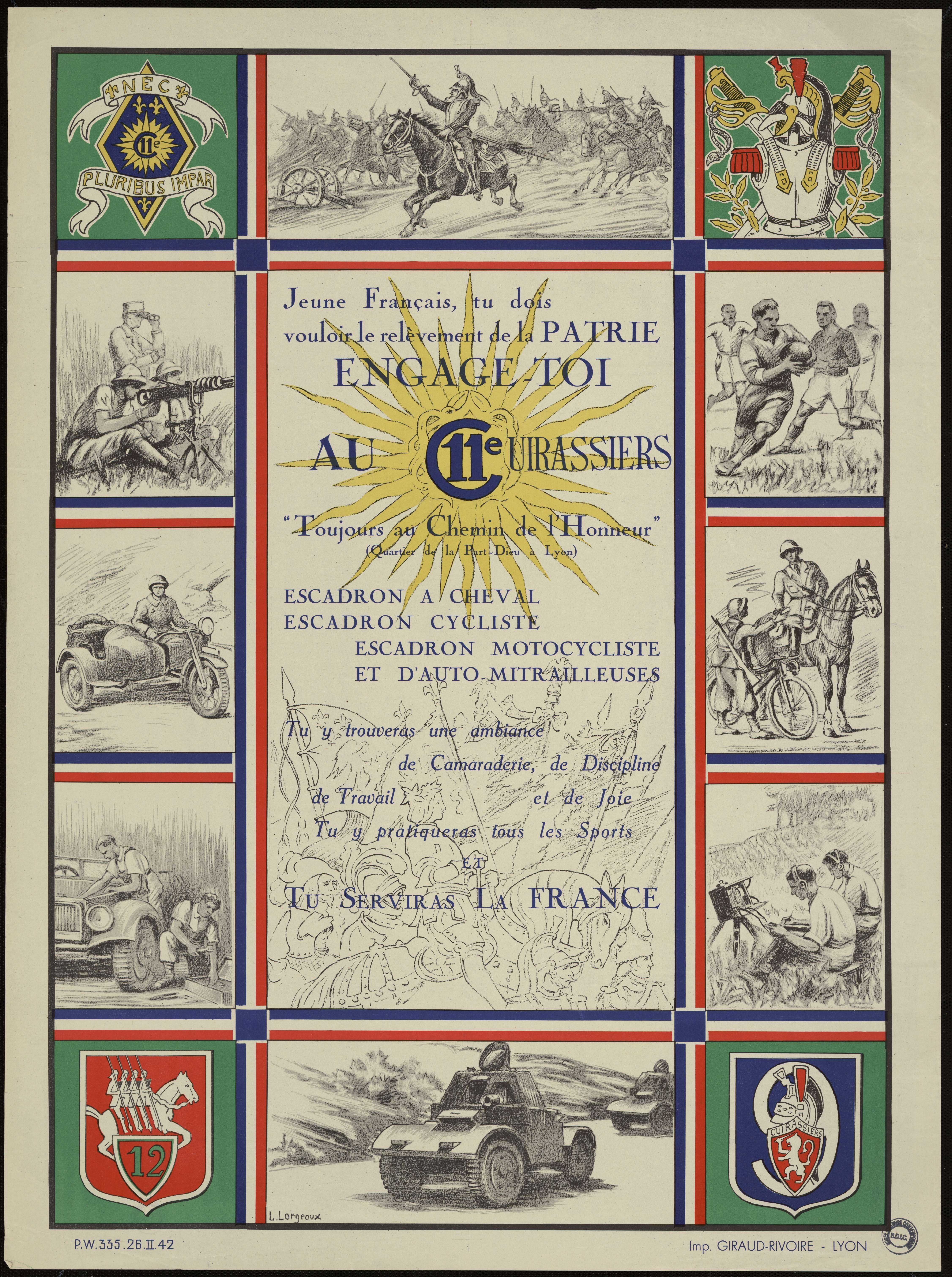
Affiche de recrutement pour le 11e régiment de cuirassiers sous Vichy.

Le régiment est maintenu dans l’armée de Vichy. Reconstitué le 1er septembre 1940 à Valence, il s'installe à Lyon. Il devient le régiment de cavalerie attaché à la 14e division militaire et regroupe deux escadrons montés, deux escadrons à cheval, trois escadrons cyclistes (équipés notamment de mitrailleuses et de mortiers de 81) et d'un escadron d'AMD Panhard 178 privées de canon antichar.
Il est dissous le 27 novembre 1942 après l’invasion allemande de la zone libre.

#### Au maquis du Vercors 1942-1944

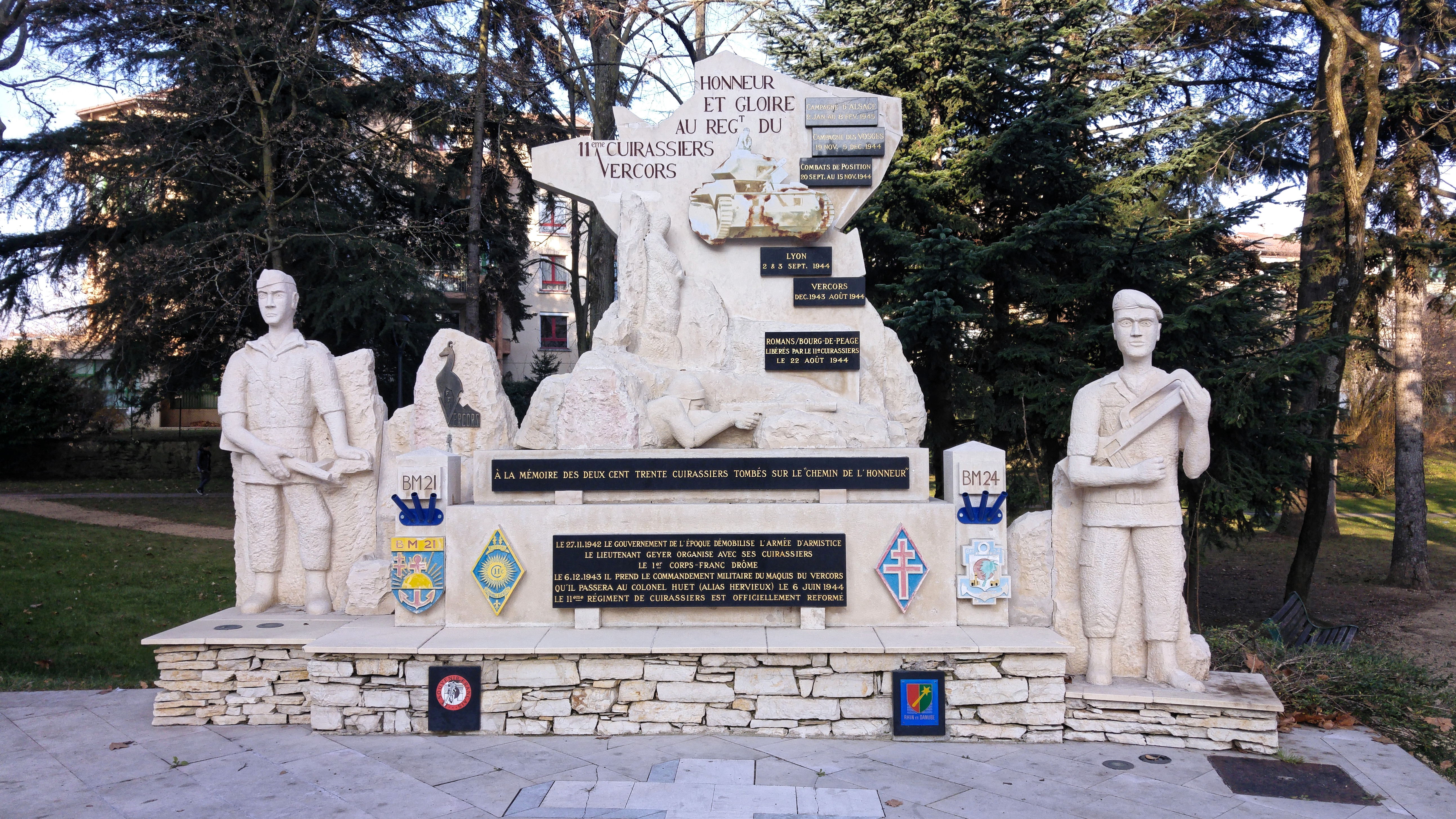
Monument à la mémoire des maquisards du régiment à Romans-sur-Isère.

Le lieutenant Geyer entre en résistance en prenant le maquis dans la région de Montmiral/Saint-Antoine-l'Abbaye et reconstitue partiellement le régiment sous le nom de Premier corps franc[réf. souhaitée]. Reconstitué clandestinement dans le maquis du Vercors sous les ordres du commandant Geyer la Thivollet, il livre notamment la sanglante bataille de Vassieux en juin 1944.
Cinquante-deux tirailleurs sénégalais libérés de La Doua forment la section franche de tirailleurs sénégalais rattachée au 11e cuirassiers, sous les ordres du lieutenant Moine. Ils continuent à combattre avec le régiment après la fin du maquis de Vercors, jusqu'à leur remplacement par des jeunes métropolitains.

#### Campagne de la Libération 1945
Après les combats du Vercors, le régiment est remis sur pied le 1er septembre 1944 à Lyon avec des FFI de la Drôme et de l'Isère. Il est ensuite rattaché à la « brigade volonte » qui soutient la 1re division de marche d'infanterie, composante de l'armée B du général de Lattre de Tassigny. Le régiment participe aux combats à Ronchamp, Champagny, Giromagny, Masevaux, Belfort, Huttenheim et Benfeld[réf. souhaitée].
En mars 1945, le régiment est affecté à la 3e division blindée pour y devenir un régiment de chars. Dirigé sur le Loiret, il est régularisé le 1er avril 1945 et est équipé de chars Crusaders Mk VI.

### De 1945 à 1964
Le régiment part en Allemagne en septembre 1945 puis revient en France en 1946 pour tenir garnison à Orange.
- 1er et 2e escadrons légers sur Chaffee,
- 3e escadron chars moyens sur Sherman M4A1E8,
- 4e escadron chars moyens, cantonné au Camp des Garrigues  à Nîmes, sur chars moyens M4A1E8.

Le 4e escadron recevra en 1954 les premiers exemplaires du Chasseur de Char AMX-13. Les 1er et 2e escadrons recevant alors l'EBR Panhard
.
En 1955, le régiment devient chargé de l'instruction blindée sur AMX-13 et EBR.
Le régiment est dissous le 30 juin 1964 et ses traditions reprises par le Centre d'instruction de l'arme blindée et de la cavalerie (CIABC).

### Centre d'instruction de l'arme blindée et de la cavalerie
Le 1er septembre 1981, le CIABC prend le nom de 11e régiment de cuirassiers/centre d'instruction de l'arme blindée et de la cavalerie.

### RC 80:1er-11ecuirassiers
Dans le cadre de la transformation de l’Armée de terre, les RC 80 deviennent à l’été 2009 des « régiments LECLERC » et perdent donc leur double appellation. Le chef d’état-major de l’armée de terre a décidé de conserver les quatre subdivisions traditionnelles des régiments de chars, représentées chacune par un régiment s’étant particulièrement illustré au XXe siècle.
Le 1er- 11e RC devient le 4e régiment de Dragons. Le 6e-12e RC devient le 12e régiment de Cuirassiers.
Le 1er- 2e RCH devient le 1er régiment de Chasseurs. Le 501e- 503e RCC devient le 501e régiment de Chars de Combat.
Ces changements de noms prennent effet le 1er août 2009.

## Étendard
Il porte, cousues en lettres d'or dans ses plis, les inscriptions suivantes :
- Valmy 1792
- Hohenlinden 1800
- Austerlitz 1805
- Eckmühl 1809
- Moskowa 1812
- Laffaux 1917
- Noyon 1918
- Argonne 1918
- Vercors 1943-1944

## Décorations
La cravate de l'étendard du régiment est décorée :
- de la croix de guerre 1914-1918 avec 2 palmes,
- de la croix de guerre 1939-1945 avec 3 palmes.

La fourragère est aux couleurs du ruban de la croix de guerre 1914-1918, avec une olive aux couleurs du ruban de la croix de guerre 1939-1945.
(Il n’existe pas de fourragère aux couleurs du ruban de la croix de guerre 1939-1945 (vert et rouge dominant), la forme et les couleurs du ruban de celle de 1914-1918 sont maintenues (vert dominant et rouge), par contre une "olive" (vert et rouge dominant aux couleurs du ruban de la croix de guerre 1939-1945) placée entre le ferret et le nœud à quatre tours permet de la différencier de celle obtenue en 1914-1918).

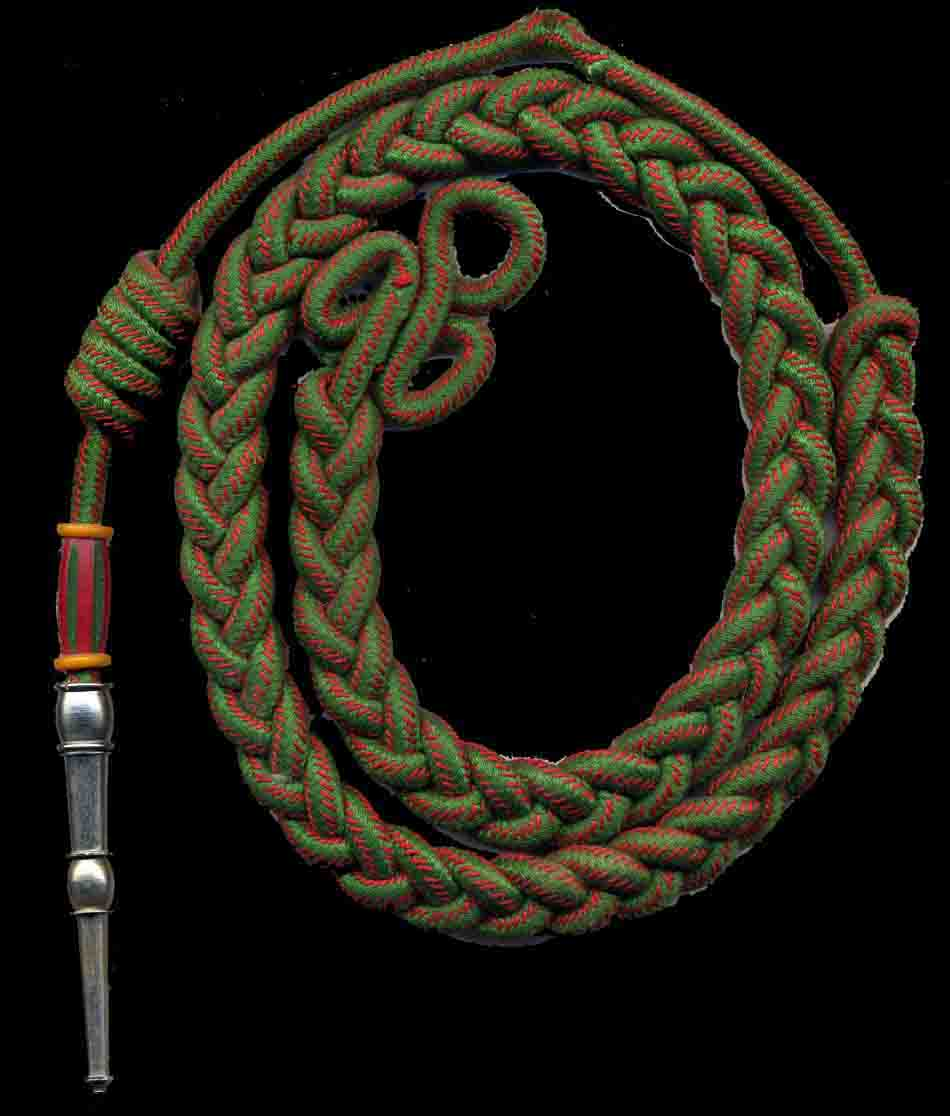
Fourragère aux couleurs du ruban de la croix de guerre 1914 1918 avec olive aux couleurs du ruban de la croix de guerre 1939 1945.

## Insigne
L'insigne du régiment dans les années 1930 présente une cuirasse surmontée d'un casque de carabiniers.
Sous Vichy, l'insigne devient un losange d'azur avec fleurs de lys et soleil dorés (référence au drapeau des carabiniers de Monsieur). Cette insigne est repris, et homologué, en 1945, avec fond bleu-gris.
Ces insignes portent la devise Toujours au chemin de l'honneur,, citation du roi Henri IV à la bataille d'Ivry, reprise par le comte de Provence pour ses carabiniers.

## Personnalités ayant servi au11erégimentde cuirassiers

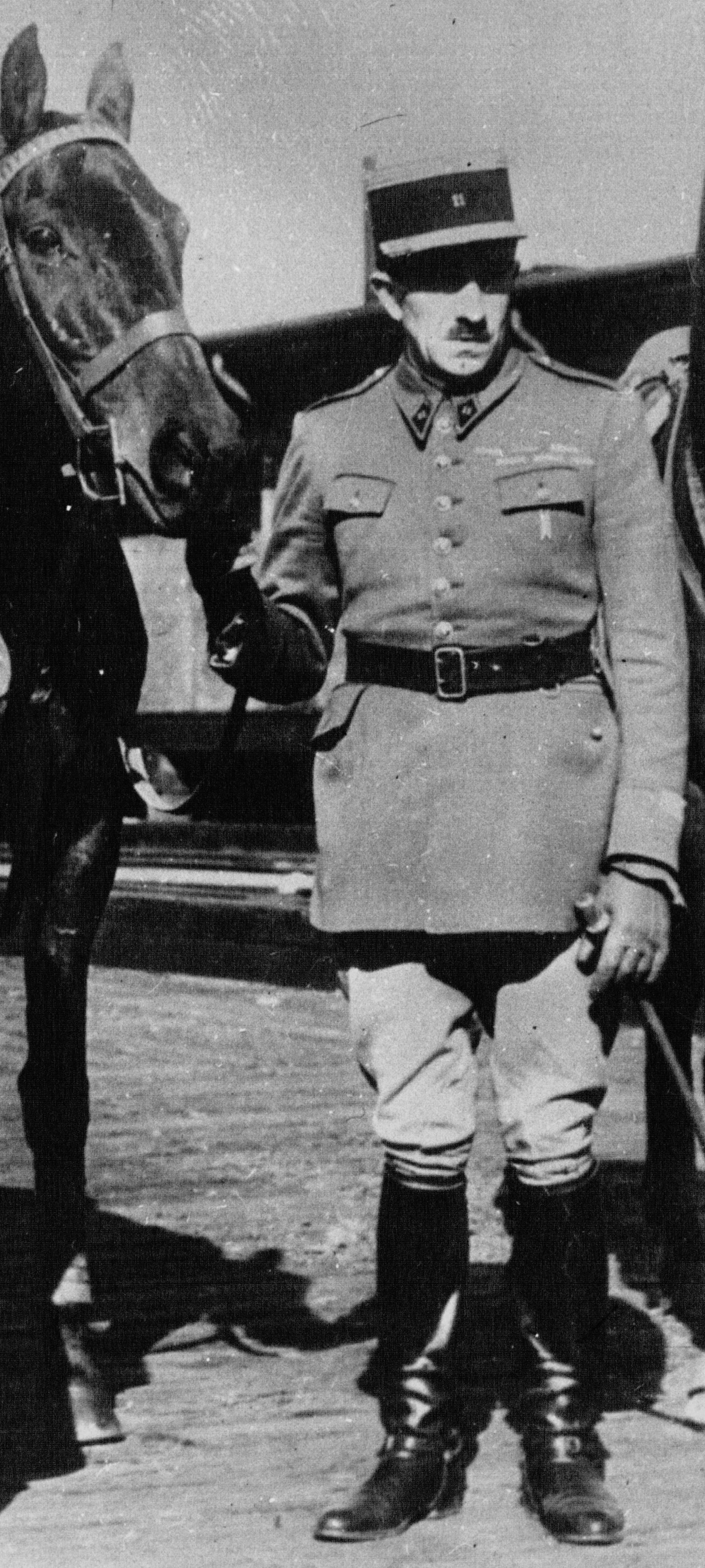
Le capitaine Pierre Clavé, du 11e cuirassiers, à New York en 1932.

- Toussaint-Joseph de Lardemelle, colonel du régiment de juillet 1791 à juin 1792.
- Jacques Laurent Louis Augustin Vial alors[Quand ?] lieutenant au 11e régiment de cavalerie.
- Alfred Touny, Compagnon de la Libération, lieutenant de réserve avant la Grande Guerre
- Henri de Bournazel passe deux mois au 11e cuirassiers[35]
- Pierre Clavé, champion de saut d'obstacles et créateur du Horse-ball, capitaine de 1931 à 1940, rattaché au 11e cuirassiers
- Rémond Monclar (1894-1972), Compagnon de la Libération
- Guy de Larigaudie, mort pour la France le 11 mai 1940.
- Baron Elie de Rothschild sous-lieutenant en 1940 au 11e Cuirassiers
- Yves Pérotin, en 1944-1945
- André Parant (1897-1941), résistant français, Compagnon de la Libération.
- Pierre Poletti (1894-1971), résistant français, Compagnon de la Libération.

## Sources et bibliographie
- Général de brigade Philippe Peress 31, rue Hoche 49400 Saumur.
- Musée des Blindés ou Association des Amis du Musée des Blindés 1043, route de Fontevraud, 49400 Saumur.
- Joseph Chavane, Histoire du 11e Cuirassiers, Caharavay, 1889 (lire en ligne)
- Campagne 1914-1918. Historique du 11e régiment de cuirassiers, Paris, Librairie Chapelot, 63 p., lire en ligne sur Gallica.
- Serge Andolenko, Recueil d'historiques de l'arme blindée et de la cavalerie, Eurimprim, 1968 (lire en ligne).
- SIRPA Terre, Encyclopédie de l'armée de terre, vol. 6, t. L'arme blindée-cavalerie, l'aviation légère de l'armée de terre, Hachette, 1991 (ISBN 2-245-02611-X, 978-2-245-02611-3 et 2-245-02617-9, OCLC 463434779, lire en ligne).